# Ernst Haas
Ernst Haas, född 2 mars 1921 i Wien, död 12 september 1986 i New York, var en österrikisk fotograf. Han var mest känd för sina bidrag inom färgfotografin och för experiment med ljus och form. 
Hans bilder spreds av tidningar som Life och Vogue och var 1962 den första konstutställningen av färgfotografi på Museum of Modern Art, hans bok The Creation (1971) var en av de mest framgångsrika, och sålde 350 000 exemplar. Han var medlem i Magnum, och 1986 fick han Hasselbladpriset.